# Kristent Konservativt Parti
Kristent Konservativt Parti var ett tidigare politiskt parti i Norge. Partiet bildades 1965 som Norges Demokratiske Parti , och gick sedan under namnet Fredspartiet fram till 1980.[källa behövs]
Kristent Konservativt Parti ställde upp i två stortingssval under 1990-talet. 1993 fick man 1 974 röster, vilket procentuellt motsvarade 0,1 % och 1997 fick partiet 1 386 röster, också motsvarande ungefär 0,1 %. 
1998 gick partiet samman med Samlingspartiet Ny Fremtid och bildade Kristent Samlingsparti. Kristent Samlingsparti lades i sin tur ned 2015.